# Far de Llebeig
Der Far de Llebeig ist ein Leuchtturm auf der Insel Sa Dragonera, die vor der Westspitze der Baleareninsel Mallorca liegt und zur Gemeinde Andratx gehört. Er ist unter der internationalen Nummer E-0282 und der nationalen Nummer 35.260 registriert. Der im Jahr 1910 eingeweihte Leuchtturm bestrahlt den Sektor von 313° bis 150° bis zu einer Entfernung von 21 Seemeilen.

## Geschichte und Bauwerk

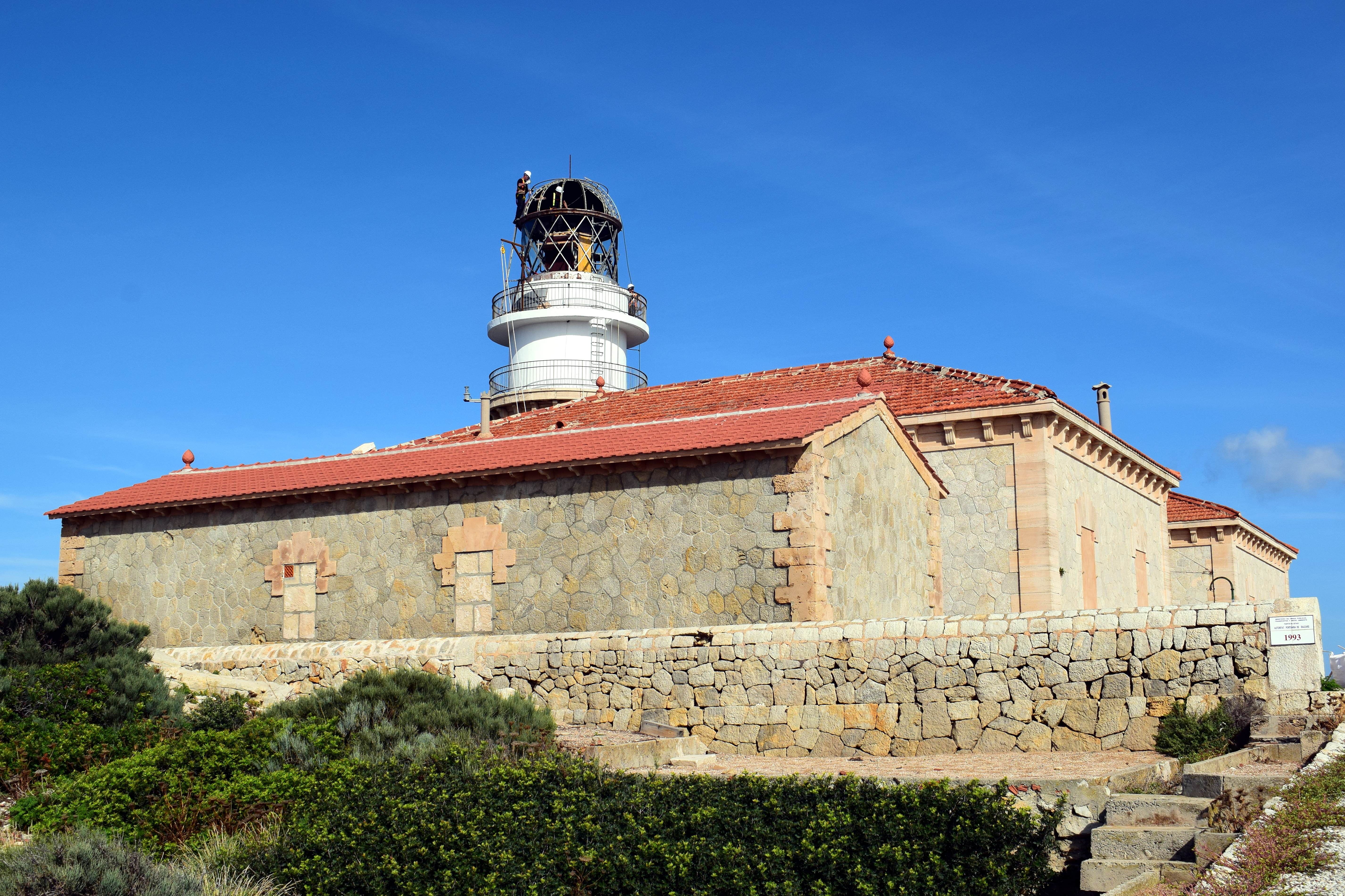
Arbeiten an der Laterne im Oktober 2018

Der Leuchtturm ist ein 15 m hoher, gemauerter Rundturm mit doppelter Galerie und Laterne in Graumetallic. Bis zur unteren Galerie ist der Turm unverputzt, zwischen den Galerien aber weiß gestrichen. Er steht auf einer Plattform mit einem einstöckigen, U-förmigen Wärterhaus, das heute nicht mehr bewohnt ist, sowie einem Nebengebäude.
Der Far de Llebeig wurde 1910 gemeinsam mit dem Far de Tramuntana eingeweiht. Die Leuchttürme markieren seitdem die beiden Enden der langgestreckten Insel Sa Dragonera und ersetzen den auf dem höchsten Punkt der Insel stehenden Far de Na Pòpia, der mit 363 m die größte Feuerhöhe in Spanien besaß. Gerade diese Höhe machte ihn bei nebligem Wetter für Schiffe aber oft unsichtbar. Der Far de Llebeig wurde von Eusebi Estada entworfen und von 1905 bis 1910 für 136.185 Peseten erbaut. Dank innovativer Technik, die eine schnelle Rotation der  Optik erlaubte, konnte er Lichtblitze in deutlich schnellerer Folge als sein Vorgänger aussenden. Er war außerdem der erste Leuchtturm auf den Balearen, in dem eine Petroleumlampe der englischen Firma Chance Brothers eingesetzt wurde, die später sehr verbreitet war. Zunächst teilten sich drei Leuchtturmwärter die Arbeit, ab den 1920er Jahren nur noch zwei. In den 1960er Jahren war der Leuchtturm mit einem Seezeichen-Techniker und einem Gehilfen besetzt, die einen halben Monat auf der Insel blieben und danach von einem ebensolchen Paar abgelöst wurden, das in der Zwischenzeit Dienst im Hafen von Port Andratx getan hatte.
Im Zuge der Automatisierung der Leuchttürme auf den kleinen Inseln der Balearen wurde der Turm ab 1969 saniert und das Beleuchtungssystem auf Acetylen umgestellt. Als 1985 die alte Optik mit ihrem schweren Sockel in die Dauerausstellung von Seezeichen im Far de Portopí gebracht werden sollte, musste die 6. US-Flotte um Hilfe ersucht werden, die den Transport per Hubschrauber übernahm.
2018 beauftragte die Hafenbehörde der Balearen Ausbesserungsarbeiten am Dach und im Innenbereich des Leuchtturms. Auch das Beleuchtungssystem soll ausgetauscht werden.

## Zugang
Vom mallorquinischen Hafen Sant Elm verkehrt im Sommerhalbjahr mehrmals täglich ein Linienschiff auf die als Naturpark ausgewiesene autofreie Insel Sa Dragonera. Vom dortigen Schiffsanleger führt ein als lokaler Wanderweg Nr. 3 ausgeschilderter bequem begehbarer Schotterweg zum Leuchtturm. Für den Hin- und Rückweg sind drei Stunden einzuplanen.